# Margret Voßeler-Deppe

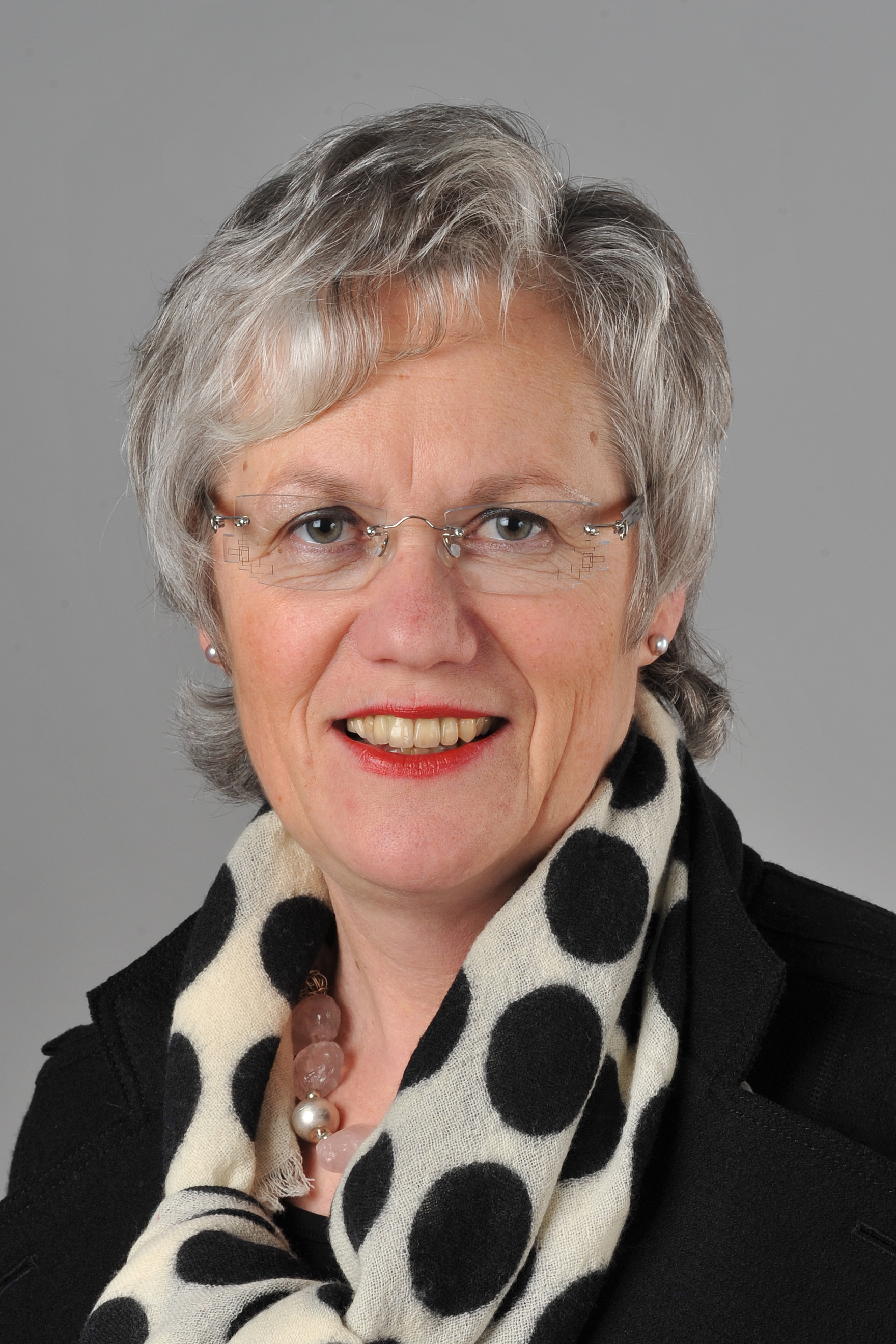
Margret Voßeler

Margret Voßeler-Deppe (* 14. März 1957 in Issum) ist eine deutsche Politikerin (CDU). Sie war von 2010 bis 2022 Abgeordnete im Landtag von Nordrhein-Westfalen.

## Ausbildung und Beruf
Margret Voßeler beendete 1973 die Schulausbildung mit der Fachoberschulreife und legte 1975 den Abschluss der Berufsausbildung zur Medizinisch-technischen Assistentin (MTA) ab. Bis 1982 arbeitete sie im St. Bernhard-Hospital Kamp-Lintfort. Sie begann 1983 eine Familienpause und gleichzeitig eine Ausbildung zur Hauswirtschafterin, Schwerpunkt ländliche Hauswirtschaft, die sie 1985 erfolgreich abschloss. Sie legte 1989 die Prüfung zur 'Meisterin der ländlichen Hauswirtschaft' ab.
Voßeler führte nach dem Tod ihres Ehemanns in den Jahren 2001 bis 2017 einen landwirtschaftlichen Betrieb in Issum (Kreis Kleve). Sie war von 2005 bis 2019 Präsidentin des Rheinischen Landfrauenverbands und Beisitzerin im Präsidium des Deutschen Landfrauenverbands.
Seit dem 12. Juni 2024 gehört Frau Deppe ehrenamtlich dem Vorstand der Diakonie im Kirchenkreis Kleve e.V. an.

## Familie
Margret Voßeler hat zwei Kinder aus erster Ehe. Im Oktober 2019 heiratete sie den CDU-Politiker Rainer Deppe.

## Partei
Im Jahr 1998 trat Voßeler in die CDU ein. Sie wurde 1999 erstmals in den Gemeinderat von Issum gewählt, dem sie seither angehört. Bis 2010 war sie stellvertretende Bürgermeisterin der Gemeinde.

## Abgeordnete
Bei den Landtagswahlen 2010, 2012 und 2017 errang Margret Voßeler das Direktmandat im Wahlkreis 53 (Kleve I). Im Landtag war sie Vorsitzende des Ausschusses für Familie, Kinder und Jugend. In der 17. Wahlperiode war sie Vorsitzende des Integrationsausschusses, Mitglied des Ausschusses für Familie, Kinder und Jugend und Mitglied des Ausschusses für Umwelt, Landwirtschaft, Natur- und Verbraucherschutz. Zur Landtagswahl 2022 trat sie nicht erneut an.